# Cyriocosmus elegans
Cyriocosmus elegans là một loài nhện trong họ Theraphosidae.
Loài này thuộc chi Cyriocosmus. Cyriocosmus elegans được Eugène Simon miêu tả năm 1889.

## Hình ảnh

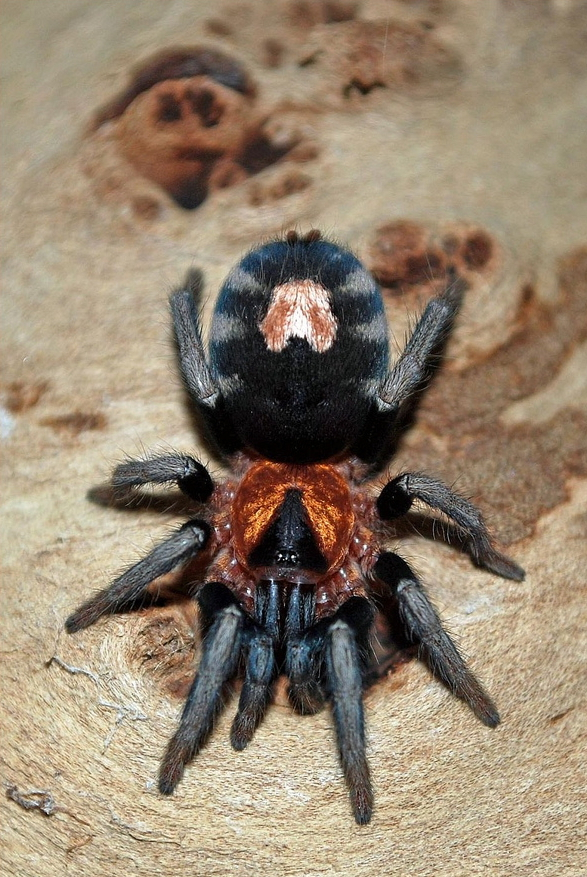